# Didier Lupi Second
Didier Lupi Second fou un músic francès de la segona meitat del segle xvi. Se suposa que fou mestre de capella d'alguna de les esglésies de Lió o almenys que residí en aquella capital, i deixà les obres següents: Chansons spirituelles de Gullaume Guerret mises en musique à quatre parties (Lió, 1548). Tiers livre, contenant trente et cinq chansons à 4 parties (Lió, 1548). Psalme trente du Royal Prophète David (Lió, 1549), i diverses cançons.